# Ochotona iliensis
Ochotona iliensis [vernáculo artificial: pika-de-ili] é uma espécie de mamífero da família Ochotonidae. Endêmica da cordilheira Tian Shan, na República Popular da China.

## Distribuição geográfica e habitat
A espécie é endêmica de Xinjiang, no noroeste da China, onde é encontrada em altitudes de 2 800 a 4 100 metros nas cordilheiras de Tian Shan. A distribuição é fragmentada e um censo recente registrou o desaparecimento do animal nas montanhas Jilimalale e Hutubi South. Desde a sua descoberta, foram raras as vezes em que este mamífero foi visto. Em 2014, durante uma expedição à cordilheira Tian Shan, o mesmo cientista que descobriu a espécie conseguiu fotografar um exemplar.